# Leptodactylus hallowelli
Leptodactylus hallowelli là một loài ếch thuộc họ Leptodactylidae.
Đây là loài đặc hữu của Colombia.
Môi trường sống tự nhiên của chúng là đầm nước ngọt và đầm nước ngọt có nước theo mùa.